# Nikita (keresztnév)
A Nikita férfi és női név a görög ανίκητος (aníketosz) szóból származik. Jelentése: legyőzetlen. Eredetétől függetlenül a Miklós és rokon nevei női változataként is elterjedt, de Miklós névnek semmi köze az eredeti névhez
Magyarországon 2022-ben szerepelt az anyakönyvezhető nevek között.

## Alakváltozatok
- Nyikita

## Híres Nikiták, Nyikiták, Aniketoszok
- Ager, Nikita amerikai színésznő
- Aniketosz pápa
- Hruscsov, Nyikita Szergejevics szovjet vezető
- Mihalkov, Nyikita Szergejevics orosz filmrendező és színész
- Stănescu, Nichita román költő

## További keresztnevek
- Magyar névnapok listája dátum szerint
- Magyar névnapok listája betűrendben